# Ferdinand Theissen
Ferdinand Theissen (ur. 27 lipca 1877 w Krefeld, zm. 5 września 1919 w Tyskland) – niemiecki jezuita i mykolog.

## Życiorys i praca naukowa
Studiował teologię w seminarium w Feldkirch, następnie od 1902 do 1908 przebywał w São Leopoldo w Brazylii. Po powrocie do Europy kontynuował naukę w Valkenburgu i Innsbrucku, a w 1914 roku powrócił do Feldkirch jako nauczyciel. Zmarł we wrześniu 1919 roku w wyniku wypadku wspinaczkowego podczas grupowej wycieczki w Alpy Vorarlbergskie. Był autorem lub współautorem wielu prac naukowych i licznych taksonów grzybów, wraz z Hansem Sydowem opisał rodziny Botryosphaeriaceae, Dothioraceae, Phyllachoraceae i Polystomellaceae.
W naukowych nazwach utworzonych przez niego taksonów dodawany jest skrót jego nazwiska Theiss. Uhonorowano go jego nazwiskiem nazywając rodzaj grzybów Theissenia.